# Арнольд Гаубракен
Арнольд Гаубракен (нід. Arnold Houbraken, 28 березня, 1660 — 14 жовтня, 1719) — нідерландський художник і історіограф, який створив описи восьми з половиною сотень біографій голландських художників XVII століття.

## Життєпис
Батьки призначали хлопця до торговельної кар'єри, тому навчання він починав у негоціанта Йоганнеса де Гана. Але Йоганнес знався не тільки на комерції, а і на гравюрі. Опанував техніку гравюри і Арнольд. Згодом він навчався два роки в майстерні художника Віллема ван Дрілленбурга, а потім у Самюеля ван Гоґстратена.
Створював міфологічні і релігійні композиції, портрети і пейзажі, в залежності від того, що краще продавалося.
1685 року він узяв шлюб з Сарою Сасбаут. Родина мала десятеро дітей. Близько 1709 року родина перебралася з Дордрехта до Амстердама. Двоє дітей — син Якоб Гаубракен (1698—1780) та дочка Антоніна Гаубракен (1686—1736) стали граверами. Так, Якоб став ілюстратором книжок, що написав батько. Антоніна робила топографічні малюнки і зображення рослин та тварин.
Можливо, Арнольд Гаубракен і сам відчував малу власну обдарованість в творчості. Низку днів він присвятив зборам інформації для біографій голландських художників і художниць 17 століття. Саме завдяки цим життєписам його і згадують нині, хоча серед життєписів і переважали другорядні і провінційні майстри, до яких мало кому було діло.
Арнольд Гаубракен помер 1719 року в Амстердамі.

## Твір Гаубракена «Життєписи»
Збори матеріалів розтяглися на декілька років і потребували доповнень. Арнольд використав матеріали, які до нього подали Карел ван Мандер, Йоахим Зандрарт, Корнеліс де Бі, Андре Філіб'єн та інші. Частку інформації він отримав через гільдію Св. Луки, частку — від старих на той час художників-свідків. Твір став важливим документом через перелік митців, що входили до римського товариства «Перелітні птахи», де теж переважали другорядні художники, але документи щодо товариства збереглися частково. Арнольд Гаубракен помер 1719 року і справу продовжила його дружина. Саме завдяки її зусиллям твір був розширений, закінчений і надрукований по смерти чоловіка .
Через тридцать років по смерти Арнольда Гаубракена видання було оприлюднене вдруге з доповненнями. Видання 18 століття, яке саме стало пам'яткою історії мистецтв, була перевидане у вигляді факсиміле в Амстердамі 1976 року.

## Життєписи 1-ї частини (всіх 169)
Розповідаючи про відомих митців, Арнольд Гаубракен подав як життєписи художників — графіків, так і багато обдарованих митців, що працювали досить успішно в різних галузях, серед яких художник і архітектор Венцеслав Кобергер (1560—1634), скульптор Еразм Квеллінус старший (1580—1640), художник і письменник Зандрарт, гравер, архітектор і художник Шарль Еррард (бл.1607 — 1689). Серед голландців і фламандців також опинились німці, французи, італійці, є — чимало емігрантів, що десятиліттями працювали і померли на чужині, є ті, що ніколи не покидали батьківщину (Рембрандт). Не проігнорував автор і небагатьох жінок-художниць (Маргарта Годевейк, Анна Марія Схюрманс, Марія Сібілла Меріан). Серед митців — і багатії, що посіли адміністративні посади і займались творчістю час від часу (Ян Філіпс ван Тілен з Мехелена), так і бандиткуваті авантюристи, що мали за плечіма тюремні ув'язнення (Адріан Брауер, Йоханнес Торрентіус), художники, що робили фантазійні краєвиди міст, де ніколи не були (Корнеліс де Ман «Переробка китового жиру на Шпіцбергені») чи мандрівники до Бразилії, де дійсно були (Франс Пост, брат архітектора Пітера Поста).
- Еразм Роттердамський

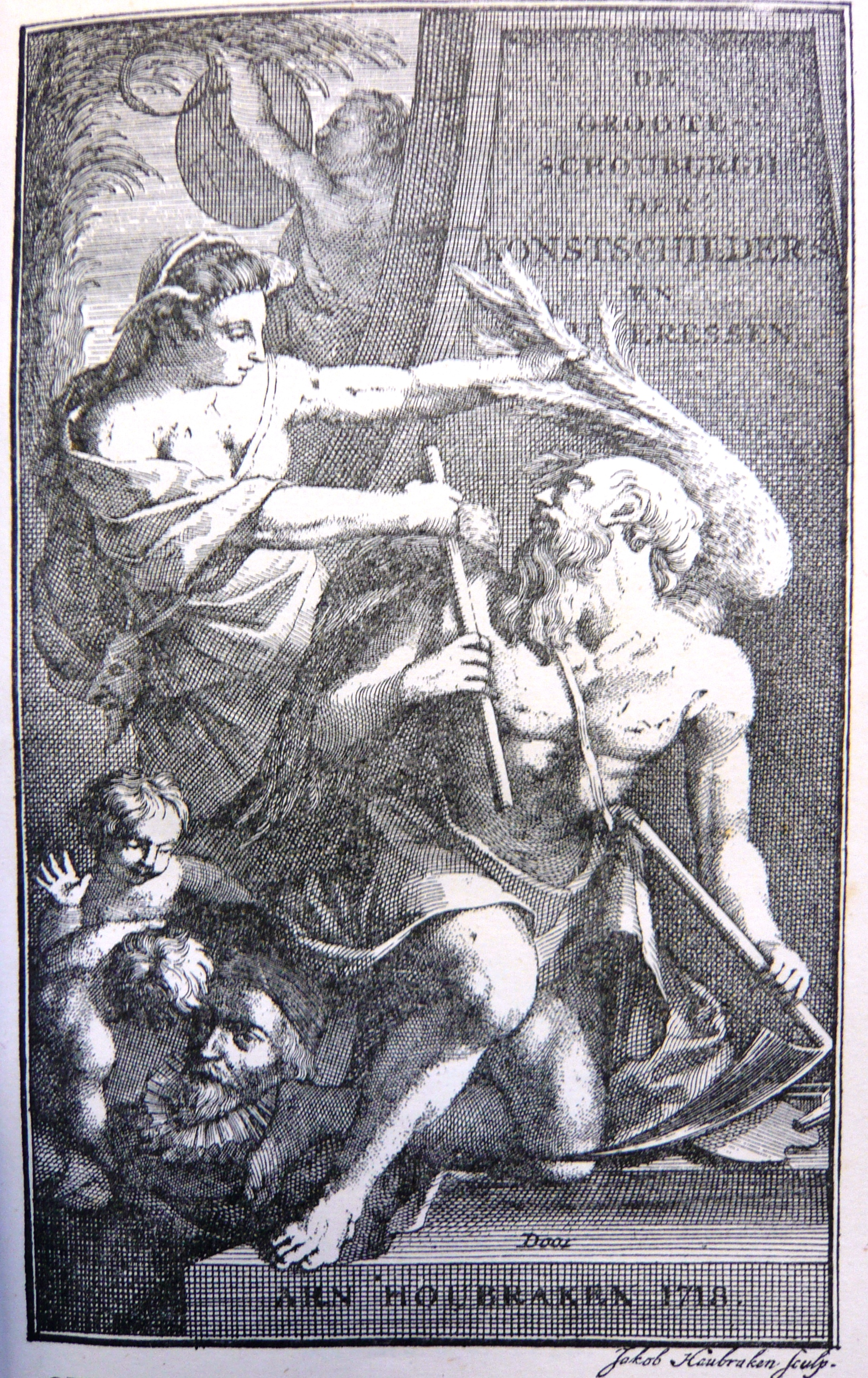
Титульна сторінка друкованого твору Арнольда Гаубракена.

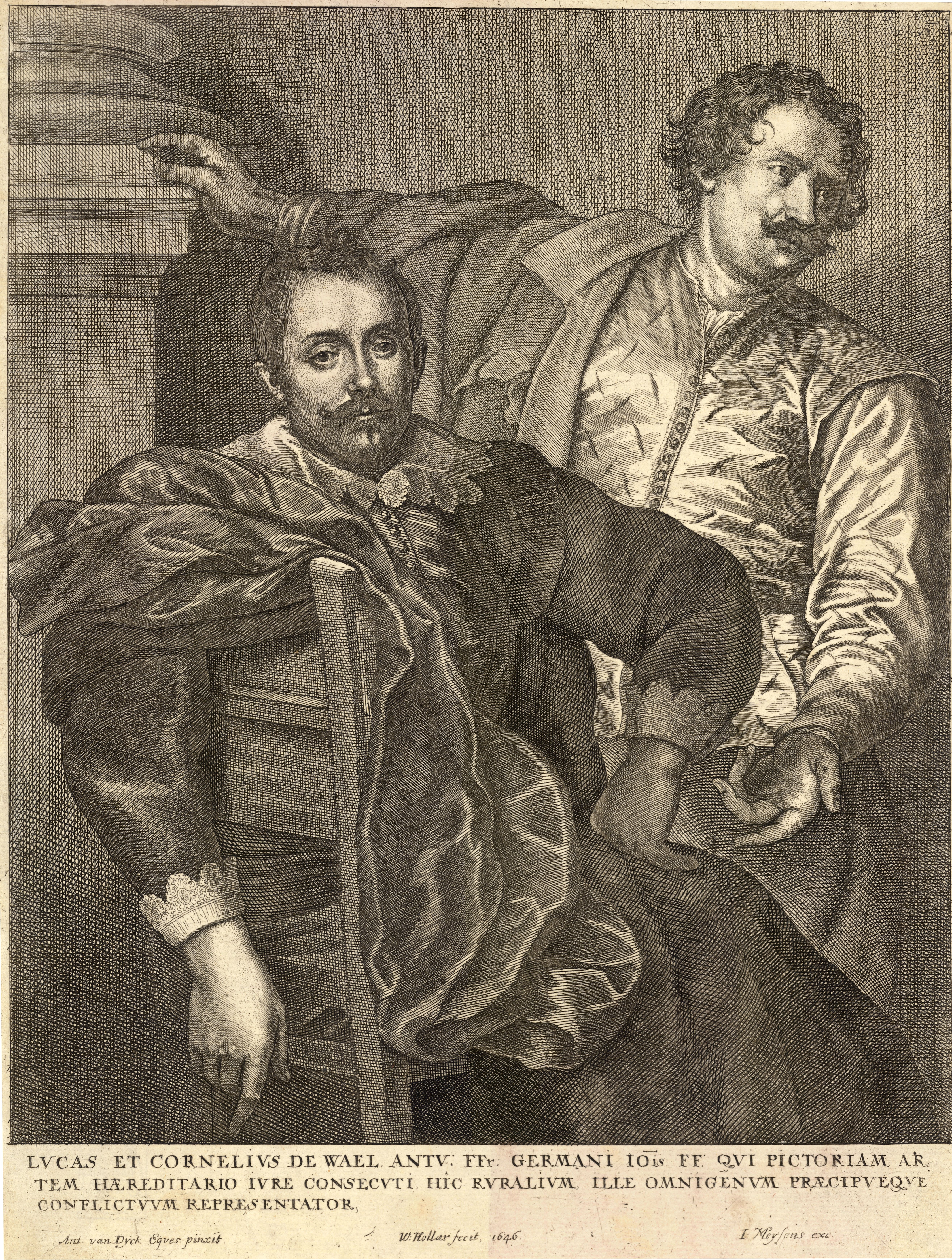
Гравер Венцеслав Холлар. Брати Лукас та Корнеліс де Валь.

- Бернард ван Орлей (1487/1491 — 1541)
- Пітер Кук ван Альст (1502—1550)
- Давид Йоріс (бл. 1501—1556)
- Ян де Гой (1544—1615)
- Михиль Коксі (1499—1592)
- Дірк Крабет (1501—1574)
- Ян Снеллінкс (1548—1638
- Адам ван Норт (1561/2 — 1641)
- Отто ван Вен (1556—1629
- Ян де Валь старший (1558—1633)
- Абрахам Блумарт (1566—1651)
- Тобіас Верхахт (1561—1631)
- Міхіль Міревелт (1566—1641)
- Паулюс Морелсе (1571—1638)
- Себастьян Вранкс (1573—1647)
- Адам Ельсгаймер (1578—1610)
- Рулант Саверей (1576—1629)
- Адам Віллартс (1577—1664)
- Мартен Пепін (1575—1643)
- Абрахам Янсенс (1567/1576 — 1632)
- Орацио Джентілєскі (1563—1639)
- Йоос де Момпер(1564—1635)
- Гендрік ван Бален (1575—1632)
- Франс Снейдерс (1579—1657)
- Франс Галс (бл.1580 — 1666)
- Ян Брейгель старший (1568—1625)
- Деодатус Делмонт (1582—1644)
- Пітер Ластман (1583—1633)
- Адріан ван де Венне (1589—1662)
- Давид Тенірс Молодший (1610—1690)
- Венцеслав Кобергер (1560—1634)
- Гаспар де Краєр (1582—1669)
- Корнеліс ван Пуленбург (1594—1667)
- Хендрік Тербрюгген (1588—1629)
- Йоханнес Торрентіус ((1589—1644)
- Даніель Сегерс (1590—1661)
- Брати Лукас (1591—1661) та Корнеліс де Валь
- Герріт ван Гонтгорст (1590—1656)
- Пітер Снаєрс (1592 — бл. 1667)
- Якоб Йорданс (1593—1678)
- Лукас ван Уден (1595—1672)
- Дірк ван Гохстратен (1596—1640)
- Пітер ван Міревелт (1596—1623)
- Леонард Брамер (1596—1674)
- Вернер ван ден Волкерт
- Ян ван Гоєн (1596—1656)
- Пітер ван Лар (1599 — бл. 1642)
- Пітер Санредам (1597—1665)
- Саломон де Брай (1597—1664)
- Адріан ван Утрехт (1599—1652)
- Антоніс ван Дейк (1599—1641)
- Йоган Лісс (1597—1631)
- Ян Давідс де Гем (1606—1683/1684
- Ян Порселліс (1584—1632)
- Вернер ван дер Валкерт (бл. 1585—1635)
- Ян Вілденс (1586—1653)
- Йоахим фон Зандрарт(1606—1688)
- Дірк ван Бабюрен (бл. 1595—1624)
- Філіп де Шампень (1602—1674)
- Ян Коссірс (1600—1671)
- Адріан Брауер (1605—1638)
- Корнеліс Сафтлевен (1607—1681)
- Симон де Вос (1603—1676)
- Ян Лівенс (1607—1674)
- Томас Віллібортс Босхарт (1613—1654)
- Отто Марсеус ван Скрик (бл. 1619—1678)
- Ян Мейтенс (1614—1670)
- Адріан ван Остаде (1610—1685)
- Альберт Якобс Кейп (1620—1691)
- Рембрандт (1606—1669)
- Юрген Овенс 1623—1678))
- Есаяс ван де Вельде (бл. 1590—1630)
- Еммануель де Вітте (1617—1692)
- Абрахам Діпенбек (1596—1675)
- Ян Томас (Jan Thomas van Ieperen, 1617—1678)
- Теодор ван Тюльден (1606—1669)
- Пауль де Вос ((1591—1678)
- Еразм Квеллінус старший (1580—1640)
- Шарль Еррард (бл.1607 — 1689)
- Фердинанд Боль (1616—1680)
- Маргарита Годевейк (1627—1677), працювала як художниця, писала вірші латиною.
- Анна Марія Схюрманс (1607—1678), гравер, жінка — поліглот, знала чотирнадцять мов, мала університетську освіту.

## Життєписи 2-ї частини (всіх 299)
- Франс Ментон (бл.1550-1615)
- Захаріас Паулюс (бл.1580-1648)
- Герард Доу (1613—1675)
- Бартоломеус ван дер Гелст (1613—1670)
- Бонавентура Петерс (1614—1652)
- Пітер Лелі (1618—1680)
- Говерт Флінк (1615—1660)
- Віллем Калф (1619—1693)
- Ганс Йорданс (1555—1630)
- Людолф де Йонг (1616—1679)
- Пітер де Гох (1629—1684)
- Гонсалес Кокс (1614—1684)
- Юріан Якобс (1624, Гамбург — 1685, Лауверден)
- Роберт ван Гек (1622—1668)
- Філіпс Вауерман (1619—1668)
- Ян Філіпс ван Тілен (1618—1667)
- Філіпс Конінк (1619—1688)
- Ян Венікс (1621—1660?)
- Девід Бек (1621—1656)
- Цезар ван Евердінген (бл. 1617—1678)
- Алларт ван Евердінген (1621—1675)
- Адам Пейнакер (1622—1673)
- Корнеліс де Ман (1621—1706)
- Гербранд ван ден Екгаут (1621—1674)
- Валлерант Вайлант (1623—1677)
- Ніколас Берхем (1620—1683)
- Паулюс Поттер (1625 — 16540
- Геркулес Сегерс (1589—1638)
- Питер Бол (1626—1674)
- Ян ван ден Гекке (1620—1684)
- Ян Фейт (1611—1661)
- Пітер Тізенс (1624?-1677)
- Йоган Лінгельбах (1622—1674)
- Самюел ван Гогстратен (бл. 1627—1678)
- Матьяс Вітхос (1627—1703)
- Питер ван Бредал (1622—1719)
- Корнелис Янссенс ван Келен (1593—1661)
- Адріан ван дер кебел (1631—1705)
- Людолф Бакгейзен (1630—1708)
- Бенджамін фон Блок (1631—1690)
- Ніколас Мас (1634 — 16930
- Йоган Гендрік Рооз (1631—1685)
- Юріан ван Стрек (1632—1687)
- Гендрік ван Стрек (1659—1720)
- Оттмар Еллігер (1633—1679)
- Ян де Баєн (1633—1702)
- Віллем ван де Велде молодший (1633—1707)
- Фредерік де Мушерон ((1633—1686)
- Джаспер ван дер Бос (1634—1656)
- Адам Франс ван дер Мейлен (1632—1690)
- Франс Пост (1612—1680)
- Ян ван ден Гек (1611—1651)
- Антоні Ватерло (1609—1690)

## Життєписи 3-ї частини (всіх 440)
- Корнеліс ван Харлем (1562—1638)
- Ян Стен (1626—1679)
- Карел Дюжарден (1622—1678)
- Габриель Метсю (1629—1667)
- Ян Хакерт (1628 — бл. 1700)
- Йоханнес Торрентіус (1589—1644)
- Віллем Дрост (1633, Амстердам — поховання 15 лютого 1659, Венеція)
- Ян Асселейн (бл.1610 — 1652)
- Якоб ван Рейсдал (1628/1629 — 1682)
- Саломон ван Рейсдал (бл. 1602—1670)
- Мельхіор де Хондекутер (бл. 1636—1695)
- Ян ван Нек (1634—1714)
- Абрахам Міньон (1640—1679)
- Ян ван дер Гейден (1637—1712)
- Адріан ван де Велде (Amsterdam — 1672)
- Каспар Нетшер (1639—1684)
- Герард де Лересс (1640—1711)
- Пітер Корнеліс ван Слінгеланд (1640—1691)
- Арі де Войс (1632—1635)
- Якоб Торенвліт (1640—1719)
- Еглон ван дер Нер (1635/1636 — 1703)
- Готфрід Схалкен (1643—1706)
- Питер де Молін (1595—1661)
- Адріан Бакер (бл. 1635—1684)
- Ґерріт Адріанс Беркгейде (1638—1698)
- Йоб Беркгейде (1630—1698)
- Валерант Вайлант (1623—1677)
- Дірк Хелмбрекер (1633—1696)
- Ян Батіст де Шапмень (1631 — Paris), родич Філіпа де Шампеня
- Ян Бот (1610/1618 — 1652)
- Франциск Мілле (1642—1679)
- Арт де Гелдер (1645—1727)
- Міхіл ван Мюсхер (1645—1705) 0
- Хуберт ван Равестейн (1640 — бл. 1691
- Марія Сібілла Меріан (1647—1717)
- Йоханнес Ворхот (1647—1723)
- Матейс Неве (1647—1726) 0
- Деніел Зейтер (Іль кавальєре Даніеле Фьямінго, 1642/1647 — 1705)
- Годфрі Неллер (1646—1723)
- Ян ван Кессель (1641—1680)
- Йоханес ван Бронкхорст (1648—1727)
- Абрахам Діпрам (1622—1670)
- Йозеф Мюлдер (1658 — бл.1728), гравер
- Ян Веркольє старший (1650—1693)
- Абрахам Сторк (1644—1708)
- Рохус ван Веен (1630—1693)
- Абрахам Хондіус ((1631—1691) 0
- Пітер ван дер Хюльст (1651—1727)
- Карел Фабріціус (1622—1654)
- Джон Клостерман (1660—1711)
- Карел де Моор (1656—1738)
- Якоб де Гейс (1657—1701)
- Ернст Стювен (бл.1657-1712)
- Якоб ван Кампен (1596—1657)
- Юстус ван Гейсум старший (1659—1716)
- Адріан ван дер Верф (1659—1722)